# Sean Quinn
Sean Quinn (* 10. Mai 2000 in Los Angeles) ist ein US-amerikanischer Radrennfahrer.

## Sportlicher Werdegang
Mit dem Wechsel in die U23 wurde Quinn 2019 Mitglied im UCI Continental Team Hagens Berman Axeon und machte  durch den sechsten Platz in der Gesamtwertung des Nachwuchsrennens Giro Ciclistico d’Italia auf sich aufmerksam. Seinen ersten Erfolg auf der UCI Europe Tour erzielte er 2021 bei der Classica da Arrábida.
Zur Saison 2022 erhielt Quinn einen Vertrag beim UCI WorldTeam EF Education-Nippo. Den ersten Sieg als Radprofi erzielte er mit dem Gewinn der zweiten Etappe der Settimana Internazionale Coppi e Bartali 2023. 2024 kürte er sich auf nationaler Ebene zum Meister im Straßenrennen.

## Erfolge
2017
- Nachwuchswertung Tour du Pays de Vaud

2021
- Classica da Arrábida
- Nachwuchswertung Algarve-Rundfahrt
- 2023
- eine Etappe Settimana Internazionale Coppi e Bartali

2024
- US-amerikanischer Meister – Straßenrennen

## Grand Tour-Platzierungen
| Grand Tour            | 2023 | 2024 |
| --------------------- | ---- | ---- |
| Giro d’ItaliaGiro     | –    | –    |
| Tour de FranceTour    | −    | 78   |
| Vuelta a EspañaVuelta | 80   | –    |